# Lijst van personages uit de James Bondfilms en -boeken
Dit is een lijst van personages uit de films en boeken over James Bond.

## 0-9
- 001
- 002 (zie ook Bill Fairbanks - The Man With The Golden Gun)
- 003
- 004
- 005
- 006 (zie ook Alec Trevelyan - GoldenEye)
- 007 (zie ook James Bond)
- 008
- 009
- 0010
- 0011
- 0012
- Nr. 1 - zie Ernst Stavro Blofeld
- Nr. 2 - zie Emilio Largo
- Nr. 3 - zie Rosa Klebb
- Nr. 5 - zie Kolonel Tov Kronsteen

## A
- Adam
- Colonel Akakievich
- Aki
- Dr. Alvarez
- Major Anya Amasova (xxx)
- Andrea Anders
- Apostis
- Dr. Arkov
- Achille Aubergine

## B
- Bambi
- Sergei Barsov
- Dr. Bechmann
- Captain Benson
- Benz
- Prof. Inga Bergstrom
- Darko Kerim Bey
- Bianca
- Mr. Van Bierk
- Mr. Big (zie ook Dr. Kananga)
- Ernst Stavro Blofeld
- James Bond (007)
- Jerzy Bondov (zie ook James Bond)
- Major Boothroyd (zie ook 'Q')
- Colonel Jacques Bouvar
- Pam Bouvier
- Gala Brand
- Helga Brandt
- Sir Hilary Bray
- Jacoba Brink
- General Bukharin
- The Bull
- Bunky
- Irma Bunt (Blunt cf. Nederlandse vertaling in reeks Zwarte Beertjes 811 uit 1965)
- Prof. Joe Butcher
- Bonita

## C
- Capungo
- Shaun Campbell
- Paula Caplan
- Carlos
- Caroline
- Miss Caruso
- Elliot Carver
- Paris Carver
- Rosie Carver
- Tiffany Case
- Cavendish
- General Chandler
- Chang
- General Chang
- Mr. Chang
- Che Che
- Le Chiffre
- Chula
- Della Churchill-Leiter
- Cigar Girl
- Major Clive
- Colthorpe
- Milos Columbo
- Bob Conley

## D
- Bibi Dahl
- Dario
- Davidov
- Max Denbigh
- Prof. Dent
- Mademoiselle Deradier
- Major François Derval
- Lady Victoria Devon
- Alex Dimitrios
- Dink - Masseuse uit de film Goldfinger
- Dolly
- Domino Vitali
- Marc Ange Draco
- Sir Hugo Drax
- Corinne Dufour

## F
- Bill Fairbanks (002)
- Damian Falco
- Jim Fanning
- Patricia Fearing
- Aziz Fekkesh
- Luigi Ferrara
- Colonel Feyador
- Mr. Fisher (zie ook James Bond)
- Jenny Flex
- Peter Franks
- Frazier
- Miranda Frost

## G
- Gabor - Lijfwacht van Elektra King in The World Is Not Enough, wordt door Bond gedood.
- Pussy Galore
- Adolph Gettler
- Log Cabin Girl - Deelt het bed met Bond in The Spy Who Loved Me, werkt voor de KGB en verraad Bond.
- Gobinda
- General Gogol
- Auric Goldfinger
- Hector Gonzales
- Dr. Holly Goodhead
- Mary Goodnight
- Red Grant
- Frederick Gray
- Dominic Greene
- Dr. Dave Greenwalt
- Boris Grishenko
- Grunther
- Gumbold
- Henry Gupta
- Gustav Graves

## H
- Hammond
- Admiral Hargreaves
- Iona Havelock - De vrouw van Sir Timothy Havelock in de film For Your Eyes Only.
- Melina Havelock - Bondgirl in de film For Your Eyes Only. Wil wraak nemen op Hector Gonzales vanwege de moord op haar beide ouders.
- Sir Timothy Havelock - Komt voor in de film For Your Eyes Only, waarin hij samen met zijn vrouw vermoord wordt vanwege zijn zoektocht naar een verdwenen decoder, heeft in de film een dochter genaamd Melina Havelock. In het boek For Your Eyes Only wordt hij samen met zijn vrouw vermoord door de Duitse oorlogsmisdadiger Von Hammerstein omdat hij weigerde zijn landgoed te verkopen. In het boek heet de dochter Judy Havelock.
- Hawkins
- Colonel Heller
- Dikko Henderson
- Klaus Hergersheimer
- Hai Fat
- Mr. Hinx
- Lieutenant Hip
- Sheikh Hosein
- Pan Ho
- W.G. Howe

## I
- Irina
- Pola Ivanova

## J
- Janni
- Jaws
- Jinx
- Tee Hee Johnson
- Jones
- Mr. Jones (zie ook James Bond)
- Mrs. Jones (zie ook Tiffany Case)
- Dr. Christmas Jones

## K
- Max Kalba
- Dr. Kananga (zie ook Mr. Big)
- Dr. Kaufman
- Kamal Khan
- Mr. Kil
- Ed Killifer
- Elektra King
- Sir Robert King
- Kisch
- Klaus
- Rosa Klebb
- General Georgi Koskov
- Milton Krest
- Eric Kriegler
- Krilencu
- Aristotle Kristatos
- Kolonel Tov Kronsteen
- Wladislav Kutze
- Kwang

## L
- Lachaise
- Lupe Lamora
- Mme LaPorte
- Emilio Largo
- Lazar
- Chuck Lee
- Felix Leiter
- Lenkin
- Mr. Ling
- Count Lippe
- Emile Leopold Locque
- President Hector Lopez
- Countess Lubinsky
- Vesper Lynd

## M
- 'M'
- MacAdams
- Magda
- Manuela
- Prof. Markovitz
- Jill Masterson
- Tilly Masterson
- Signora Del Mateo
- René Mathis
- May Day
- General Medrano
- Mei-Lei
- Mendel
- Admiral Sir Miles Messervy (zie ook 'M')
- Prof. Dr. Metz
- The Three Blind Mice
- Vivienne Michel
- Midnight
- Rosika Miklos
- Kara Milovy
- Mischka & Grischka
- Dimitri Mishkin
- Mollaka
- Miss Moneypenny
- Colonel Moon (zie ook Gustav Graves)
- General Moon
- Dr. Carl Mortner
- Morzeny
- Sir Donald Munger

## N
- Nancy
- Naomi
- Captain Nash
- Necros
- Nick Nack
- Nina
- Dr. Julius No
- Nomi

## O
- Plenty O'Toole
- Steven Obanno
- Octopussy
- Oddjob
- Olympe
- Xenia Onatopp
- General Orlov
- Mr. Osato
- General Ourumov

## P
- Loelia Ponsonby.
- Angelo Palazzi
- Peaceful Fountains of Desire
- Sheriff J.W. Pepper
- Pinder
- Pleydell-Smith
- General Leonid Pushkin
- Pussfeller
- Paloma

## Q
- 'Q'
- Quarrel
- Quarrel Jr
- Quist

## R
- R
- Raoul
- Raphael
- Renard (zie ook Victor Zokas)
- Honeychile Rider
- Charles Robinson
- Rodney
- Admiral Roebuck
- Tatiana Romanova
- Rubavitch

## S
- Sadruddin
- Saida
- Baron Samedi
- Franz Sanchez
- Sandor
- Saunders
- Bert Saxby
- Francisco Scaramanga
- Scarpine
- Lucia Sciarra
- Countess Lisl von Schlaff
- Schultz
- Kamran Shah
- Sharkey
- Mr. Simmons
- Natalya Simonova
- Morton Slumber
- Penelope Smallbone
- Smithers
- Colonel Smithers
- Major Dexter Smythe
- Solange
- Solitaire
- Mr. Solo
- David Somerset (zie ook James Bond)
- James St. John Smythe (zie ook James Bond)
- Stamper
- Mr.Stamper
- Robert Sterling (zie ook James Bond)
- James Stock (zie ook James Bond)
- Commander Strangways
- Karl Stromberg
- Harold Strutter
- Jack Spang
- Serrafimo Spang
- Stacey Sutton
- Kissy Suzuki
- Madeleine Swann

## T
- Bill Tanner
- Thumper
- Sir Godfrey Tibbett
- Tiger Tanaka
- Miss Taro
- Colonel Luis Toro
- Toussaint
- Shady Tree
- Sylvia Trench
- Alec Trevelyan (006)
- Truma-Lodge
- Dr. Tynan

## V
- Valenka
- Vargas
- Vavra
- Verity
- Verushka
- Tracy Di Vicenzo
- Vida
- Vijay
- Villiers
- Domino Vitali
- Vlad
- Fiona Volpe
- Vesper

## W
- Jack Wade
- Wai Lin
- Dr. Molly Warmflash
- Ruby Windsor
- Whisper
- Mrs. Whistler
- Brad Whitaker
- Mr. White
- Willard Whyte
- Wint & Kidd

## X
- xxx (zie ook Major Anya Amasova)

## Z
- Zao
- Victor Zokas (zie ook Renard)
- Zora
- Max Zorin
- Valentin Zukovsky